# Giovanni Francesco Bonomi
Giovanni Francesco Bonomi, né le 6 août 1626 à Bologne dans les États pontificaux et mort dans cette même ville le 19 septembre 1705, est un poète italien.

## Biographie
Giovanni Francesco Bonomi naquit à Bologne, le 6 août 1626. Pour obéir à son père, il étudia en droit après avoir fini ses humanités, et fut même reçu docteur ; mais, dès qu’il fut libre, il se livra entièrement aux belles-lettres et à la poésie. Il fut membre de l’Accademia della Crusca et de plusieurs autres. Sa réputation le fit appeler à la cour de Vienne en qualité de poète impérial, poeta Cesareo, mais il refusa cet honneur, et préféra l’indépendance. Il mourut à Bologne le 19 septembre 1705.

## Œuvres
- Poesie varie, Bologne, 1655, in-4°.
- Virgulti di lauro distinti in foglie, rami, bacche, sughi, corteccie e radici, Bologne, 1660, in-12.
- Veneris speculatio emblematica, hieroglyphica, Bologne, 1660, in-12.
- Chiron Achillis, seu Navarchus humanæ vitæ, emblemata moralia, ibid.. 1661, in-12.
- Variorum epigrammatum Collectio ad Zenobium Scaligerum, ibid., 1662, in-12.
- Epistolarum pluriumque Venustatum Miscellanea, ibid., 1663 et 1666, in-4°.
- Heraclitus, sive morales fletus ad Josephum Baptistam, ibid., 1663, in-12 ; Democritus, sive morales risus in quinque Aphorismorum centurias editi, ibid. et même année.
- Del Parto dell’Orsa, idea in embrione, parti 2, ibid., 1667, in-12, vers et prose.